# Gustav Eggena

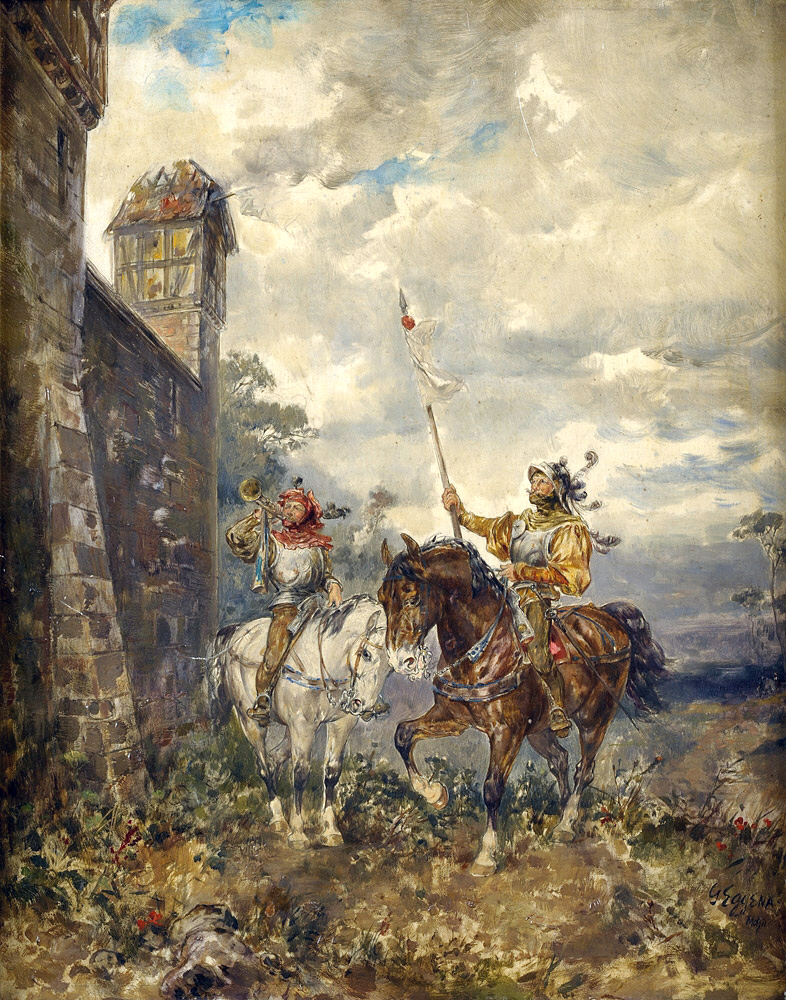
Mittelalterlicher Standartenträger

Gustav Eggena (* 30. August 1850 in Marburg; † 10. Juni 1915 in München) war ein deutscher Landschafts- und Genremaler.
Er wurde als Sohn eines Baumeisters geboren. Gustav Eggena studierte an der Kasseler Kunstakademie und seit dem 24. Mai 1874 an der Königlichen Akademie der Bildenden Künste in München bei Albrecht Christoph Wilhelm von Diez.
Nach dem Studium gehörte er zum weiteren Kreis um Wilhelm Maria Hubertus Leibl.
Gustav Eggena arbeitete u. a. für die „Fliegenden Blätter“ und die „Gartenlaube“.